# Манокальцаті
Манокальцаті (італ. Manocalzati) — муніципалітет в Італії, у регіоні Кампанія,  провінція Авелліно.
Манокальцаті розташоване на відстані близько 230 км на південний схід від Рима, 55 км на схід від Неаполя, 6 км на північний схід від Авелліно.
Населення — 3156 осіб (2014).
Щорічний фестиваль відбувається 25 квітня. Покровитель — Святий Марко.

## Демографія
Населення за роками:

Станом на 1 січня 2023 року в муніципалітеті офіційно проживало 100 іноземців з 26 країн, серед них 26 громадян країн Євросоюзу та 14 громадян України.

## Сусідні муніципалітети
- Атрипальда
- Авелліно
- Candida
- Монтефредане
- Пратола-Серра
- Сан-Потіто-Ультра